# Георг Оссіан Сарс
Георг Оссіан Сарс (норв. Georg Ossian Sars) — норвезький біолог.

## Біографія
Народився у 1837 році у сім'ї священника. Його батько Мікаель Сарс також був відомим біологом. Георг Оссіан Сарс вивчав медицину в Університеті Христіанії. Захопився вивченням морських ракоподібних. Один з перших дослідників морського планктону. Зокрема відкрив, що ікра тріски є пелагічною та є частиною зоопланктону. Описав багато видів ракоподібних у своїй праці «Облік ракоподібних Норвегії». У 1910 році нагороджений медаллю Ліннея.